# Терновое (Пологовский район)
Терновое (укр. Тернове) — село,
Чубаревский сельский совет,
Пологовский район,
Запорожская область,
Украина.
Код КОАТУУ — 2324288206. Население по переписи 2001 года составляло 59 человек.

## Географическое положение
Село Терновое находится на расстоянии в 0,5 км от села Берёзовка (Бильмакский район) и в 2-х км от села Хлеборобное.

## История
- 1923 год — дата основания.